# Ida Noddack
Ida Noddack, nata Ida Tacke (Wesel, 25 febbraio 1896 – Bad Neuenahr-Ahrweiler, 29 ottobre 1978), è stata una chimica e fisica tedesca.
È conosciuta per aver identificato, con il marito Walter Noddack, il settantacinquesimo elemento della tavola di Mendeleev, il Renio. Fu anche la prima persona a ipotizzare la possibilità di realizzare la fissione nucleare.

## Biografia
Ida, con il futuro marito Walter Noddack e Otto Berg, in un convegno del 1925 annunciarono la scoperta degli elementi chimici 43 e 75 che allora costituivano due lacune note nella tavola degli elementi. Chiamarono questi elementi rispettivamente Masurium e Rhenium dal nome delle regioni di nascita dei due futuri coniugi Noddack. Tuttavia dei due elementi riuscirono a riprodurre e confermare solo il secondo. Per la scoperta le venne conferita la Medaglia Liebig nel 1934.
Fu la prima ad elaborare l'idea della fissione nucleare. Partendo da una analisi critica degli esperimenti di Enrico Fermi, che riteneva possibile produrre elementi transuranici tramite il bombardamento di uranio naturale con neutroni, Noddack suggerì in un seguente articolo del settembre 1934 l'ipotesi che si potessero produrre elementi della parte centrale della tavola periodica. Nessuno allora prese in considerazione la sua ipotesi in quanto era contraria al pensiero scientifico del momento; Noddack non tentò comunque di verificare la sua teoria.
Nel corso degli anni trenta del XX secolo fu più volte candidata al premio Nobel per la chimica, ma non le venne mai conferito.